# Kfir
A Kfir (ivritül oroszlánkölyök) deltaszárnyú, szuperszonikus vadászbombázó repülőgép, melyet a francia Mirage III továbbfejlesztésével hoztak létre Izraelben, az 1970-es években.
Az új, nagyobb átmérőjű és rövidebb hajtómű miatt a törzs hátsó részét áttervezték, a függőleges vezérsík tövében egy kisebb légbeömlőnyílást alakítottak ki a hajtóművet hűtő levegő számára.
Az első, Kfir C.1 változatból csak 27 darab épült, ezt követte a C.2, amelyen több aerodinamikai finomítást végeztek. Az orr két oldalára egy-egy keskeny légterelő lemezt, a légbeömlőnyílások elejére leszerelhető kacsaszárnyakat építettek. A szárny belépőélét a szárny szélességénél kiugratták, az így létrejövő „kutyafognak” nevezett megoldás segít a levegőt a szárnyra terelni. A repülőgépnek jobb lett a manőverezőképessége, és rövidebb kifutópályáról is fel tudott szállni. Kettő kivételével az összes Kfir C.1-et a C.2 standardnak megfelelő szintre korszerűsítették. Összesen 185 Kfir C.2-t építettek, ebből több a Kfir TC.2 kétüléses gyakorlóváltozata volt. Ennek orra sokkal hosszabb volt, mint a francia Mirage IIIB-jé, mert a második ülés miatt eltávolított elektronikát a pilótakabin elé építették be, így a repülőgép képességei nem csökkentek. Hogy ne zavarja a kilátást, a gép orra lefelé hajlik.
A Kfir utolsó, sorozatban gyártott változata a C.7 volt, ezen a fegyverfelfüggesztő csomópontok számát kilencre növelték, elektronikáját folyamatosan korszerűsítették. A repülőgépeket mára kivonták a szolgálatból, egy részüket eladták.
Kfir C.10 néven kidolgozták a repülőgépek korszerűsítési programját, de ebből idáig senki nem vásárolt.

## Megrendelő és üzemeltető országok

### Ecuadori Légierő
10 C.2/TC.2-t vásárolt.

### Kolumbiai Légierő
Először 13 C.7/TC.7-et vásárolt az 1970-es évek végén, majd a gépek számát tovább növelték. A gépeket bevetették a gerillák elleni harcokban, melynek során két gépet vesztettek. A 2000-es években a megmaradt 24 gépet Israel Aerospace Industries korszerűsítette, többek között új rádiólokátort beépítve. A repülőgépeket alkalmassá tették Python 5 és Derby légiharc-rakéták hordozására is.

### Sri Lanka-i Légierő
Egy századnyi C.7 és TC.2 gépet vásárolt.

### Az Amerikai Egyesült Államok Haditengerészete
F–21 Lion néven 25 felújított C.1-est az Amerikai Haditengerészet és a Tengerészgyalogság bérelt.

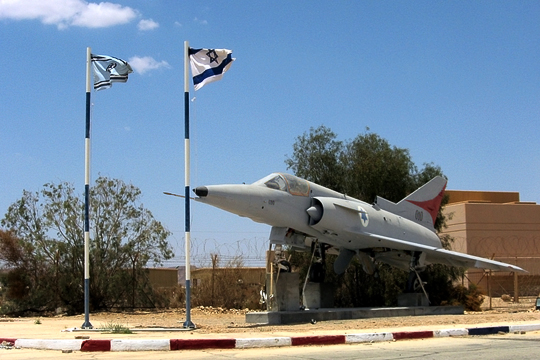
Kfir C.2 az Uvda Légibázis bejáratánál kiállítva